# Lijst van voetbalinterlands Centraal-Afrikaanse Republiek - Mauritanië
Deze lijst van voetbalinterlands is een overzicht van alle officiële voetbalwedstrijden tussen de nationale teams van de Centraal-Afrikaanse Republiek en Mauritanië. De Afrikaanse landen hebben tot op heden vier keer tegen elkaar gespeeld. De eerste ontmoeting was een kwalificatiewedstrijd voor de Afrika Cup 2021 in Nouakchott op 19 november 2019. Het laatste duel, een groepswedstrijd tijdens het African Championship of Nations 2024, vond plaats op 9 augustus 2025 in Dar es Salaam (Tanzania).

## Wedstrijden
| № | Plaats        | Datum            | Competitie                           | Wedstrijd                       | Uitslag |
| - | ------------- | ---------------- | ------------------------------------ | ------------------------------- | ------- |
| 1 | Nouakchott    | 19 november 2019 | Afrika Cup 2021 kwalificatie         | Mauritanië − Centr.-Afrik. Rep. | 2 − 0   |
| 2 | Bangui        | 30 maart 2021    | Afrika Cup 2021 kwalificatie         | Centr.-Afrik. Rep. − Mauritanië | 0 − 1   |
| 3 | Casablanca    | 6 juni 2025      | Vriendschappelijk                    | Centr.-Afrik. Rep. − Mauritanië | 2 −1    |
| 4 | Dar es Salaam | 9 augustus 2025  | African Championship of Nations 2024 | Centr.-Afrik. Rep. − Mauritanië | 0 − 1   |

## Samenvatting
| Competitie                      | Totaal gespeeld | Winst Centr.-Afrik. Rep. | Gelijk | Winst Mauritanië | Doelsaldo Centr.-Afrik. Rep. – Mauritanië |
| ------------------------------- | --------------- | ------------------------ | ------ | ---------------- | ----------------------------------------- |
| Afrika Cup-kwalificatie         | 2               | 0                        | 0      | 2                | 0 − 3                                     |
| African Championship of Nations | 1               | 0                        | 0      | 1                | 0 − 1                                     |
| Vriendschappelijk               | 1               | 1                        | 0      | 0                | 2 − 1                                     |
| Totaal                          | 4               | 1                        | 0      | 3                | 2 − 5                                     |

Wedstrijden bepaald door strafschoppen worden, in lijn met de FIFA, als een gelijkspel gerekend.
FCF · A-internationals · 
Centraal-Afrikaans vrouwenelftal
1960 – 1969 ·
1970 – 1979 ·
1980 – 1989 ·
1990 – 1999 ·
2000 – 2009 ·
2010 – 2019 ·
2020 − 2029
Algerije ·
Angola ·
Bhutan ·
Botswana ·
Burkina Faso ·
Burundi ·
Comoren ·
Congo-Brazzaville ·
Congo-Kinshasa ·
Egypte ·
Equatoriaal-Guinea ·
Ethiopië ·
Gabon ·
Gambia ·
Ghana ·
Guinee ·
Guinee-Bissau ·
Ivoorkust ·
Kaapverdië ·
Kameroen ·
Kenia ·
Lesotho ·
Liberia ·
Libië ·
Madagaskar ·
Mali ·
Malta ·
Marokko ·
Mauritanië ·
Mozambique ·
Nigeria ·
Oeganda ·
Papoea-Nieuw-Guinea ·
Rwanda ·
Sao Tomé en Principe ·
Senegal ·
Soedan ·
Tanzania ·
Togo ·
Tsjaad ·
Tunesië ·
Zimbabwe ·
Zuid-Afrika
FFRIM · A-internationals · Mauritaans vrouwenelftal
1960 – 1969 · 
1970 – 1979 · 
1980 – 1989 · 
1990 – 1999 · 
2000 – 2009 · 
2010 – 2019 ·
2020 − 2029
Algerije ·
Angola ·
Bahrein ·
Benin ·
Botswana ·
Burkina Faso ·
Burundi ·
Canada ·
Centraal-Afrikaanse Republiek ·
Comoren ·
Congo-Brazzaville ·
Congo-Kinshasa ·
Equatoriaal-Guinea ·
Egypte ·
Ethiopië ·
Gabon ·
Gambia ·
Guinee ·
Guinee-Bissau ·
Irak ·
Ivoorkust ·
Jemen ·
Jordanië ·
Kaapverdië ·
Kameroen ·
Kenia ·
Lesotho ·
Libanon ·
Liberia ·
Libië ·
Madagaskar ·
Mali ·
Marokko ·
Mauritius ·
Mozambique ·
Niger ·
Oeganda ·
Oman ·
Palestina ·
Rwanda ·
Saoedi-Arabië ·
Senegal ·
Sierra Leone ·
Soedan ·
Somalië ·
Syrië ·
Tanzania ·
Togo ·
Tunesië ·
Verenigde Arabische Emiraten ·
Zambia ·
Zimbabwe ·
Zuid-Afrika ·
Zuid-Jemen ·
Zuid-Soedan